# Macé de La Charité
Macé de La Charité (* im 13. Jahrhundert in La Charité-sur-Loire; † im 14. Jahrhundert) war ein französischer Dichter und Bibelübersetzer.

## Leben und Werk
Macé de La Charité war Pfarrer in Sancoins. Mehr ist über ihn nicht bekannt. Auf Bitten des Abts von Kloster Fontmorigny übersetzte er um 1283 die unter dem Titel Aurora bekannte lateinische Versbibel des Petrus Riga ins Altfranzösische und dies ebenfalls in Versen (43 000 Achtsilber). Seine Übersetzung (die als ungelenk gilt) ist die letzte und längste dieses Typus, denn bereits ab dem Beginn des 13. Jahrhunderts überwogen die Prosaübersetzungen der Bibel. Der Text liegt auf 1472 Seiten in moderner Ausgabe vor (Leiden 1964–1986).

## Werke
- La Bible de Macé de La Charité. Hrsg. Jean-Robert Smeets. Leiden 1964–1986.
  - 1.  Genèse, Exode. Hrsg. J. R. Smeets (1967)
  - 2.  Lévitique, Nombres, Deutéronome, Josué, Juges. Hrsg. P. E. R. Verhuyck (1977)
  - 3.  Rois. Hrsg. Angélique-Marie-Louise Prangsma-Hajenius (1970)
  - 4.  Ruth, Judith, Tobie, Esther, Daniel, Job. Hrsg. Henri-C.-M. Van der Krabben (1964)
  - 5.  Cantique des Cantiques, Maccabées. Hrsg. J. R. Smeets (1982)
  - 6.  Évangiles, Actes des Apostres. Hrsg. J. R. Smeets, avec une étude sur la morphologie de la Bible par Q. I. M. Mok (1986)
  - 7.  Apocalypse. Hrsg. Reinerus Lambertus Hermanus Lops (1982)